# Anna Alexandrowna Sablina
Anna Alexandrowna Sablina (russisch Анна Александровна Саблина, wiss. Transliteration Anna Aleksandrovna Sablina; * 22. Februar 1945 in Tscheljabinsk) ist eine ehemalige sowjetische Eisschnellläuferin.
Sablina, die für den Burevestnik Tscheljabinsk startete, nahm von 1966 bis 1976 meist an nationalen Rennen teil und trat international erstmals bei der Mehrkampfweltmeisterschaft 1967 in Deventer in Erscheinung, wobei sie den 15. Platz im Mini-Mehrkampf errang. Im folgenden Jahr kam sie nach Platz eins beim internationalen Wettkampf in Almaty, bei ihrer einzigen Teilnahme an Olympischen Winterspielen in Grenoble auf den achten Platz über 3000 m. Ihre beste Platzierung bei sowjetischen Mehrkampfmeisterschaften erreichte sie im Jahr 1972 mit dem sechsten Platz.

## Persönliche Bestzeiten
| Disziplin | Zeit        | Datum           | Ort    |
| --------- | ----------- | --------------- | ------ |
| 500 m     | 45,99 s     | 21. März 1975   | Almaty |
| 1000 m    | 1:32,20 min | 20. Januar 1973 | Almaty |
| 1500 m    | 2:17,25 min | 11. Januar 1975 | Almaty |
| 3000 m    | 4:54,36 min | 11. Januar 1975 | Almaty |